# Perotrochus
Genre
Perotrochus est un genre de mollusques gastéropodes appartenant à la famille des Pleurotomariidae. 
Ce genre était uniquement connu par les spécimens fossiles jusqu'en 1856, année de la découverte d'un Perotrochus (Perotrochus quoyanus) dans les eaux des Caraïbes.

Ce sont des Gastéropodes assez rares qui vivent dans des eaux profondes. Ils mesurent de 45 à 125 mm de diamètre. Leur coquille est conique et spiralée, elle présente une encoche par laquelle le mollusque effectue un renouvellement d'eau.

## Liste d'espèces
Selon World Register of Marine Species (26 mars 2012) :
- Perotrochus amabilis (Bayer, 1963)
- Perotrochus anseeuwi Kanazawa & Goto, 1991
- Perotrochus atlanticus Rios & Matthews, 1968
- Perotrochus charlestonensis Askew, 1987
- Perotrochus deforgesi Métivier, 1990
- Perotrochus lucaya Bayer, 1965
- Perotrochus maureri Harasewych & Askew, 1993
- Perotrochus metivieri Anseeuw & Goto, 1995
- Perotrochus oishii (Shikama, 1973)
- Perotrochus quoyanus (P. Fischer & Bernardi, 1856)
- Perotrochus tosatoi Anseeuw, Goto & Abdi, 2005
- Perotrochus vicdani Kosuge, 1980